# 小橋篤蔵
小橋 篤蔵（こはし あつぞう、1860年12月18日（万延元年11月7日） - 1909年（明治42年）11月15日）は、日本の海軍軍人。最終階級は海軍大佐。従四位勲三等旭日中綬章。

## 経歴
小橋橘陰の子として江戸に生まれる。慶應義塾中退後、海軍兵学校（8期）に入学し1880年（明治13年）卒業。
1881年（明治14年）、オーストラリア・メルボルンに演習のため航海。1883年（明治16年）朝鮮事変の功により賞状を受ける。1891年（明治24年）海軍大学校甲学生仰付（4期）。1893年（明治26年）大日本帝国水雷術練習艦尉官検定卒業。日清戦争では、旅順威海衛で戦う。「愛宕」、｢宮古」、「鎮遠」の各艦長。日露戦争を経て大連工作支部を南満州鉄道会社に引き渡すため同支部整理委員長。1908年（明治41年）4月、待命となる。

## 栄典・授章・授賞
位階
- 1885年（明治18年）9月16日 - 正八位[3]
- 1890年（明治23年）1月17日 - 従七位[4]
- 1891年（明治24年）12月16日 - 正七位[5]
- 1898年（明治31年）3月8日 - 正六位[6]

勲章等
- 1894年（明治27年）11月24日 - 勲六等瑞宝章[7]
- 1895年（明治28年）11月18日 - 単光旭日章・功五級金鵄勲章[8]・明治二十七八年従軍記章[9]
- 1901年（明治34年）11月20日 - 勲四等瑞宝章[10]
- 1902年（明治35年）5月10日 - 明治三十三年従軍記章[11]
- 1906年（明治39年）4月1日 - 勲三等旭日中綬章・明治三十七八年従軍記章[12]